# Sara Anzanello

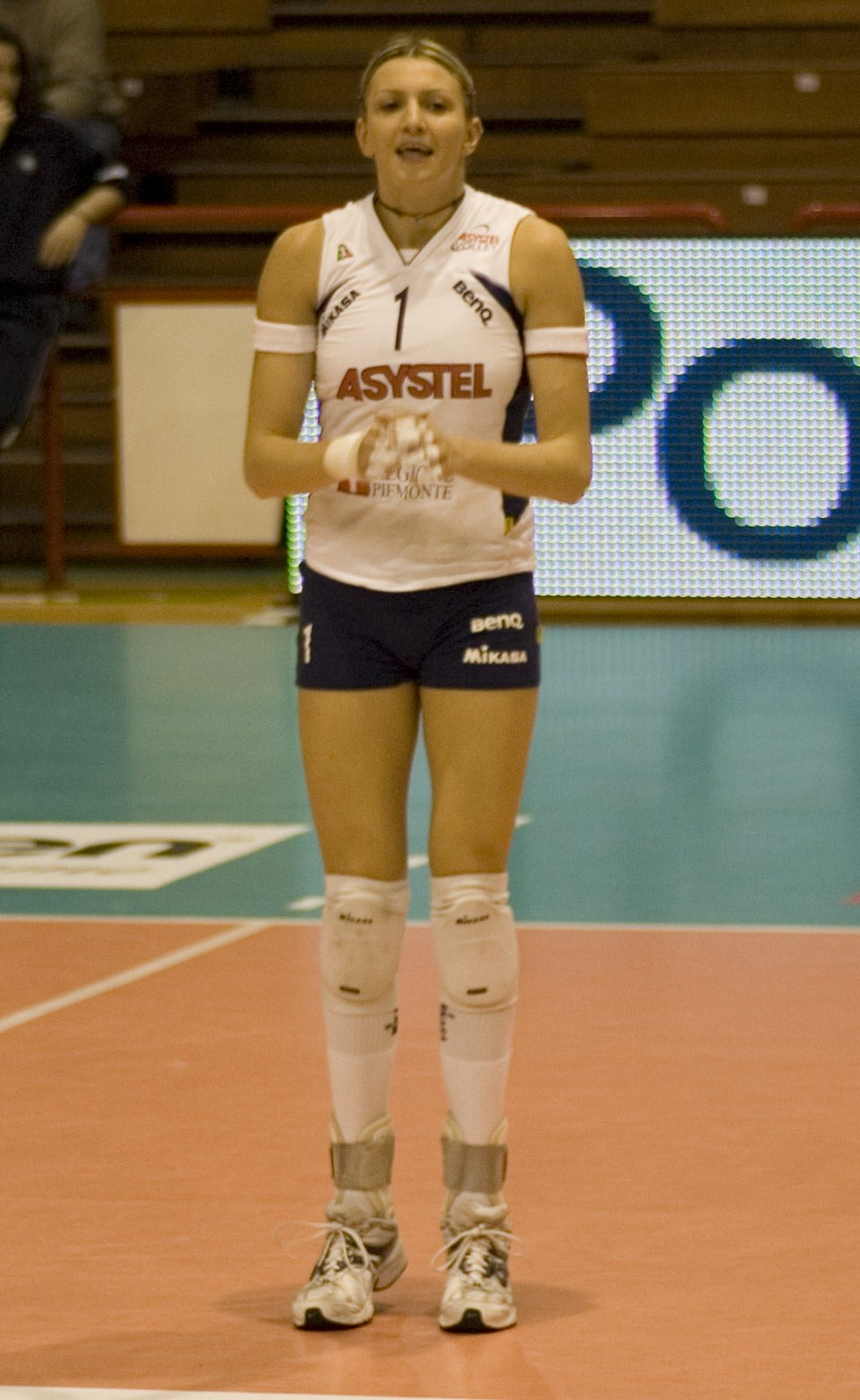
Sara Anzanello zawodniczką Asystelu Novara

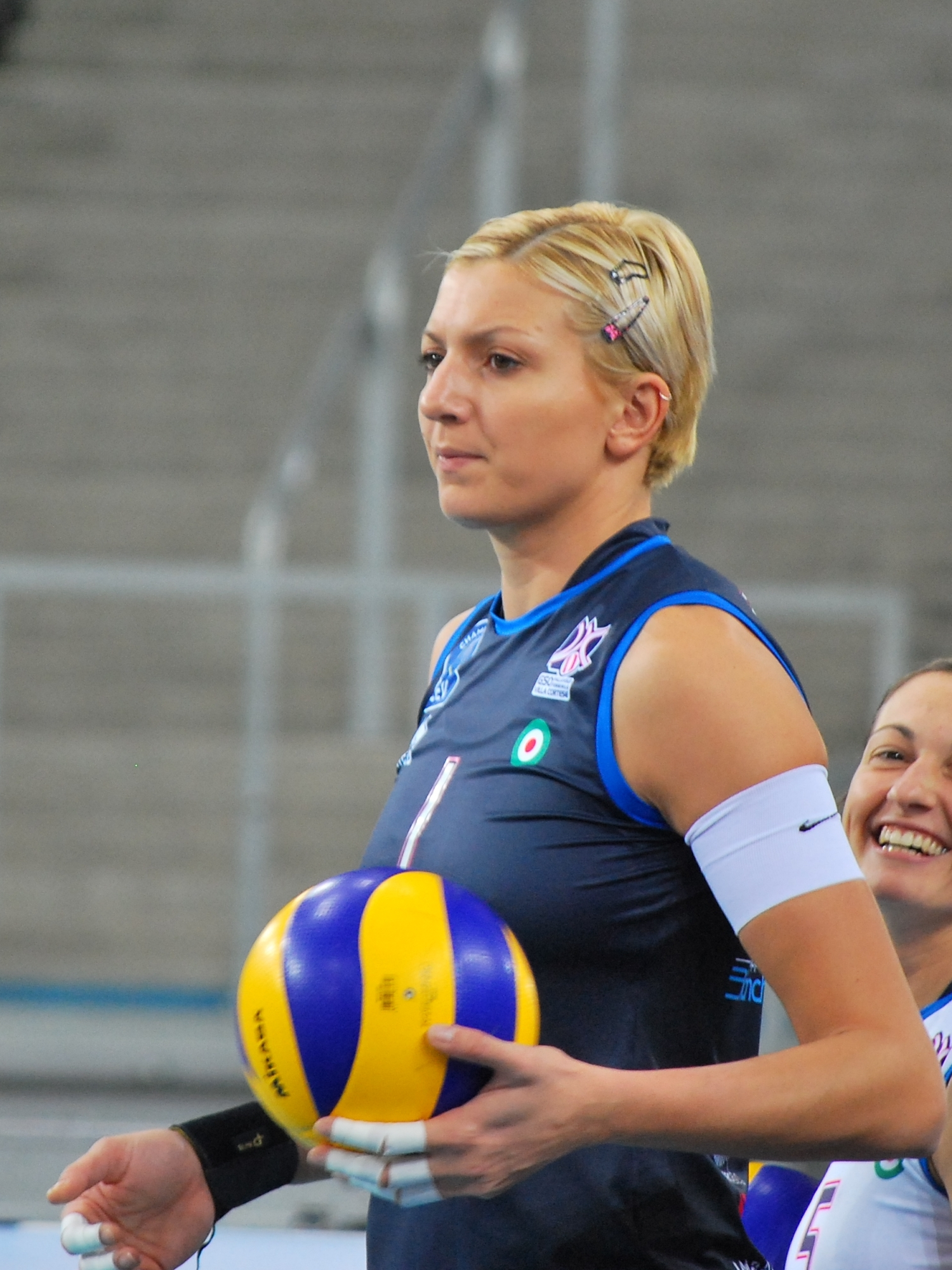
Sara Anzanello zawodniczką MC-PietroCarnaghi Villa Cortese

Sara Anzanello (ur. 30 lipca 1980 w San Donà di Piave, zm. 25 października 2018 w Mediolanie) – włoska siatkarka, reprezentantka Włoch, grała na pozycji środkowej, mistrzyni świata z 2002 r.
Anzanello urodziła się w San Donà di Piave, w prowincji Wenecja. Zadebiutowała w reprezentacji Włoch w 1998 roku, kiedy miała 17 lat. Występowała w drużynie Asystelu Novara razem z Katarzyną Skowrońską-Dolatą.
8 listopada 2002 roku została odznaczona Orderem Zasługi Republiki Włoskiej za złoty medal Mistrzostw Świata.
W lutym 2013 zdiagnozowano u niej ostre zapalenie wątroby, siatkarka zdecydowała się przerwać karierę. W kwietniu 2013 przeszła przeszczep wątroby w szpitalu w Mediolanie. Na początku maja 2013 siatkarka opuściła szpital, jej stan zdrowia uległ polepszeniu.

## Sukcesy klubowe
Superpuchar Włoch:
- 2003, 2005

Puchar Konfederacji:
- 2003

Puchar Włoch:
- 2004, 2010, 2011

Mistrzostwo Włoch:
- 2004, 2009, 2010

Liga Mistrzyń:
- 2005
- 2008

Puchar Top Teams:
- 2006

Puchar CEV:
- 2009
- 2007

Mistrzostwo Azerbejdżanu:
- 2012

## Sukcesy reprezentacyjne
Mistrzostwa Europy Juniorek:
- 1998

Mistrzostwa Świata:
- 2002

World Grand Prix:
- 2004, 2005
- 2006, 2008

Mistrzostwa Europy:
- 2005

Puchar Świata:
- 2007, 2011

## Nagrody indywidualne
- 2006: Najlepsza blokująca finałowego turnieju World Grand Prix
- 2010: Najlepsza blokująca włoskiej Serie A w sezonie 2009/2010

## Odznaczenia
- : odznaczona Orderem Zasługi Republiki Włoskiej – Kawaler (Rzym, 8 listopada 2002 r.)